# Фланді Лімпеле
Фланді Лімпеле (індонез. Flandy Limpele; нар. 17 травня 1977, Суракарта, провінція Центральна Ява, Індонезія) — індонезійський бадмінтоніст, олімпійський медаліст, призер чемпіонату світу.

## Виступи на Олімпіадах
| Олімпіада    | Дисципліна              | Місце |
| ------------ | ----------------------- | ----- |
| Атланта 1996 | Змішаний розряд         | 5     |
| Сідней 2000  | Чоловіки, парний розряд | 5     |
| Афіни 2004   | Чоловіки, парний розряд | 3     |
| Пекін 2008   | Змішаний розряд         | 4     |

На Олімпійських іграх 2004 року в Афінах здобув бронзову нагороду в парному чоловічому розряді (з Енгом Хіаном).

## Виступи на Чемпіонатах світу
Завоював бронзову медаль в змішаному розряді з Вітою Маріссою на чемпіонаті світу 2007 року.